# Leptothorax bucheti
Leptothorax bucheti är en myrart som beskrevs av Santschi 1909. Leptothorax bucheti ingår i släktet smalmyror, och familjen myror.

## Underarter
Arten delas in i följande underarter:
- L. b. bucheti
- L. b. festai
- L. b. mixtus
- L. b. tuneticus